# Margarida da Hungria
Margarida da Hungria (em húngaro:  Margit; Fortaleza de Klis, 27 de janeiro de 1242 — Ilha Margarida, 18 de janeiro de 1271) foi filha do rei Bela IV da Hungria e de Maria Lascarina.

## Vida e obras
De uma família santa e de bons princípios, era sobrinha-neta de Santa Edviges da Silésia, sobrinha de Santa Isabel da Hungria, irmã mais nova de Santa Cunegunda da Polônia e da Beata Iolanda.
Era a oitava e mais nova filha do casal real. Este, na altura do seu nascimento, vivia no exílio, na Croácia, devido às invasões mongóis (1241–1242). Aconteceu que seus pais fizeram promessa de que o seu país ficasse livre, a sua filha seria religiosa. Daí logo cedo, aos quatro anos de idade, em 1245, entrou no Convento dominicano de Veszprém.
Seis anos mais tarde mudou-se para um convento, que os seus pais fundaram, no rio Danúbio, em Nyulak szigete, junto de Buda (hoje chamada Ilha Margarida em sua homenagem). Ali viveu toda a sua vida, com grande devoção religiosa, e recusando as tentativas de seu pai para que se casasse com o rei Otacar II da Boêmia.